# 2018년 캘리포니아 산불

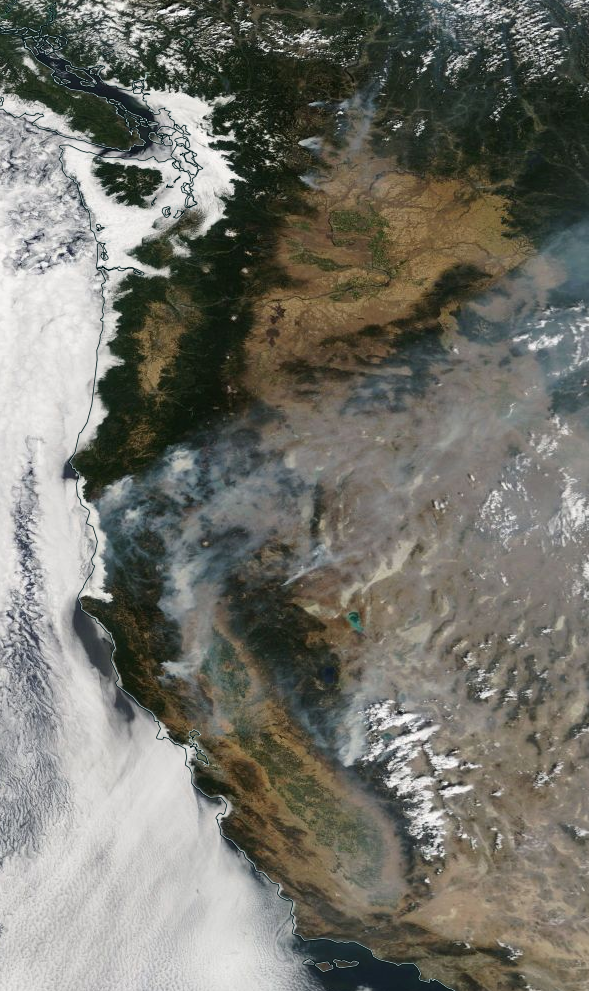
캘리포니아 북부, 오리건주 남부의 타오르는 산불의 위성 사진 (2018년 9월 1일). 네바다주, 오리건주, 워싱턴주, 아이다호주 북동 쪽으로 움직이는 연기를 볼 수 있다.

2018년 캘리포니아 산불(영어: 2018 California wildfires)은 캘리포니아주 역사상 가장 파괴적인 산불 가운데 하나이다. 2018년 중에 7,579건의 화재가 6,657.6 km2의 지역을 태웠는데, 캘리포니아의 임업 및 화재방지과, 국가소방방재센터에 따르면 캘리포니아 화재 역사상 최대 규모이다.

## 추정되는 원인
2018년 캘리포니아 산불에 기여한 각기 다른 수많은 요인들은 악영향이 매우 큰 편이다. 지구 온난화으로 이어지는 상당한 양의 천연 연료, 복합적인 대기 상황들이 하나되어 일련의 파괴적인 화재를 일으켰다. 캘리포니아주의 최근 연구는 2018년 8월 출간되었으며 기후 변화의 결과로 산불의 수가 증가하였다고 추정하였다.

### 연료 사용량 증가
2018년 캘리포니아 산불의 직접적인 원인은 고사목 연료의 증가이다. 2017년 12월, 캘리포니아주에 129,000,000그루의 고사목이 있었다고 기록되었다.

## 대기질
북부 캘리포니아와 센트럴밸리는 7월, 8월 화재 중 극적인 대기 오염을 보였으며 남부 캘리포니아 또한 8월에 대기 오염의 증가를 경험했다. 북부, 중부 캘리포니아의 대기질은 산불이 극적으로 줄어든 2018년 9월 중순까지 나쁨을 유지했다.

## 같이 보기
- 캘리포니아 산불 목록